# 迪安·赫伯特
迪安·赫伯特（也稱peppy）是軟體開發者和遊戲開發者，較廣為人知的開發作品為節奏遊戲《osu!》，同時迪安也有創立過資料託管網站及分享截圖軟體-puush。

## 外部連結
- 官方网站
- puush軟體網頁 （页面存档备份，存于）